# Rivière Gilbert (Beauce-Sartigan)
Pour les articles homonymes, voir Gilbert et Rivière Gilbert.
La rivière Gilbert est un affluent de la rive est de la rivière Chaudière laquelle coule vers le nord pour se déverser sur la rive sud du fleuve Saint-Laurent, dans la région administrative de Chaudière-Appalaches, au Québec, au Canada.
La rivière Gilbert coule dans les municipalités régionales de comté de :
- MRC Les Etchemins : municipalité de Saint-Benjamin ;
- MRC Beauce-Sartigan : municipalités de Saint-Simon-les-Mines et Notre-Dame-des-Pins.

## Géographie
Les principaux bassins versants voisins de la rivière Gilbert sont :
- côté nord : ruisseau à Bolduc, ruisseau Giroux, rivière Noire Est ;
- côté est : ruisseau Caron, rivière Cumberland (Québec), rivière Famine ;
- côté sud : rivière Famine ;
- côté ouest : rivière Chaudière.

La rivière Gilbert prend sa source en zone forestière dans la municipalité de Saint-Benjamin. Cette zone de tête est située à 2,5 km à l'ouest du centre du village de Saint-Benjamin.
À partir de sa source, la rivière Gilbert coule sur 14,3 km répartis selon les segments suivants :
- 2,0 km vers le sud, jusqu'à une route de campagne ;
- 1,1 km vers le sud, jusqu'à la route du 14e rang ;
- 0,9 km vers le sud-ouest, jusqu'à la route démarquant Saint-Simon-les-Mines (MRC Les Etchemins) et Saint-Benjamin (MRC de Beauce-Sartigan) ;
- 4,8 km vers le sud-ouest, jusqu'à une route qu'elle coupe à 0,4 km au nord du centre du village de Saint-Simon-les-Mines ;
- 5,5 km vers le sud puis vers le sud-ouest, en traversant la route 173 et le village de Notre-Dame-des-Pins, jusqu'à sa confluence.

La Gilbert se jette sur la rive est de la rivière Chaudière entre l'île aux Crêpes et l'île aux Oies, dans la municipalité de Notre-Dame-des-Pins. Cette affluence est située en aval de la confluence du ruisseau Scully.

## Toponymie

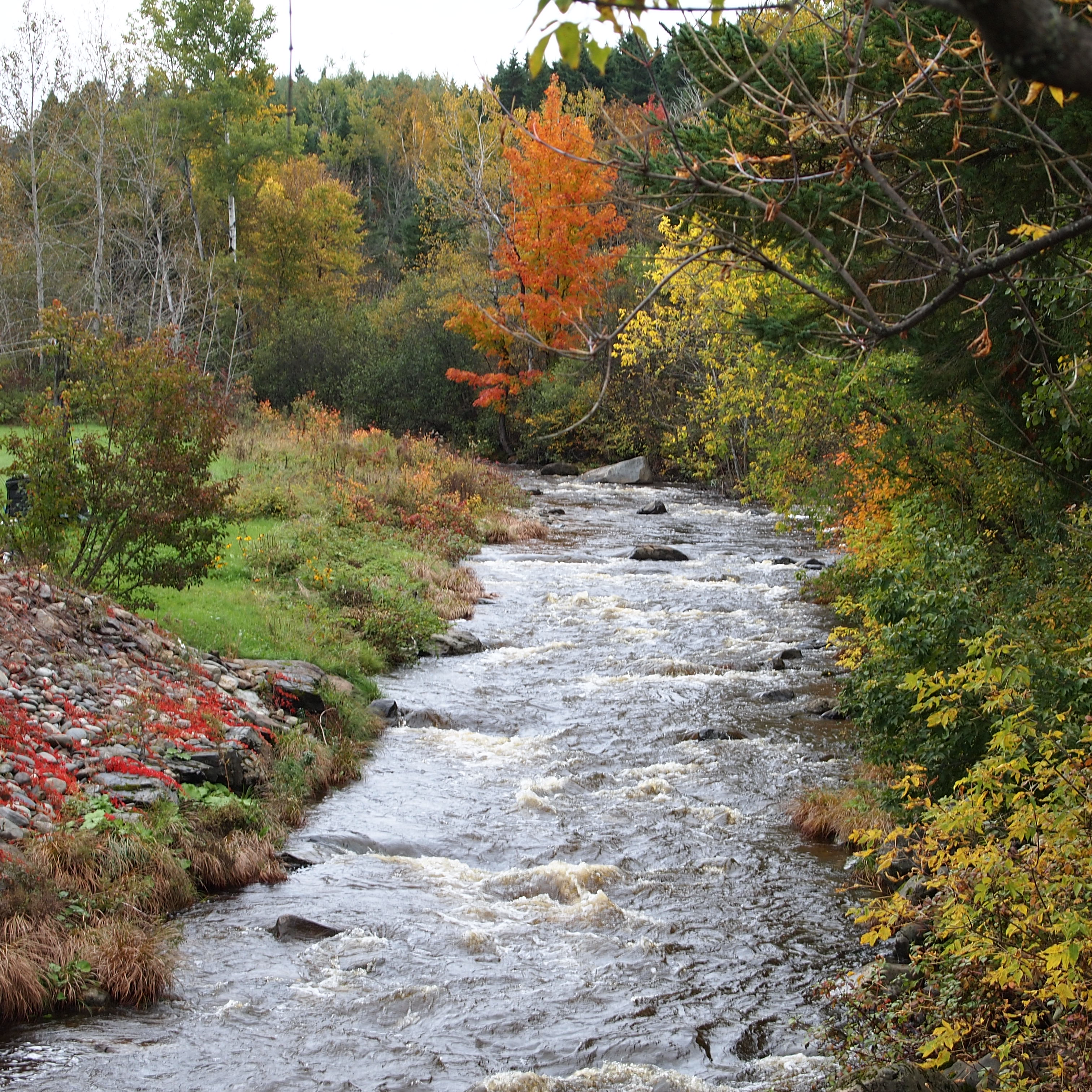
Rivière d'or ou Rivière Gilbert

Au milieu du XIXe siècle, une ruée vers l'or rendit légendaire la vallée de la rivière Gilbert. De façon fortuite, un dimanche de 1834, Clotilde, fille de Léger Gilbert, aurait découvert sur les bords de la rivière une première pépite d'or «grosse comme un œuf de pigeon» ; cette pépite a été vendue 40 $ à l'époque. Cette découverte allait par la suite intéresser prospecteurs et sociétés, dont la famille de Léry alors propriétaire de la seigneurie Rigaud-De Vaudreuil. Cette ruée vers l'or fit connaître ce cours d'eau dans tout le pays. Son appellation Rivière Gilbert évoque cette famille.
Jadis, ce cours d'eau était désigné la "Touffe-de-Pins", soit la même appellation qu'un lieu-dit désignant la zone de sa confluence. Depuis la "côte à Capitaine" jusqu'à son point de confluence, la rivière dévale de plus de 40 m sur une distance d'un km.
Le hameau de Rivière-Gilbert est situé à l'embouchure du ruisseau à Bolduc, dans les limites du secteur de "Saint-François-de-Beauce", à Beauceville, à un peu plus de 2 km en aval sur la rivière Chaudière. Rivière-Gilbert s'avère le nom du bureau de poste établi sur le site appelé Village-de-la-Punaise ou Faubourg-des-Punaises. Du 1er au 7 novembre 1775, le général américain Benedict Arnold y avait établi ses quartiers généraux lors de l'invasion du Canada. Variantes toponymiques : Rivière Caron ; Rivière des Mines ; Rivière Punaise ; Branche Nord-Est ; Branche Nord-Ouest ; Ruisseau à Paul.
Le toponyme Rivière Gilbert a été officialisé le 5 décembre 1968 à la Commission de toponymie du Québec.

## Source
- Commission de toponymie, Québec